# کلرودی‌فنیل‌فسفین
کلرودی‌فنیل‌فسفین (به انگلیسی: Chlorodiphenylphosphine) با فرمول شیمیایی C۱۲H۱۰ClP یک ترکیب شیمیایی است. که جرم مولی آن ۲۲۰٫۶۳۷۷۶ g/mol می‌باشد. شکل ظاهری این ترکیب، مایع زرد روشن است.